# Anolis incredulus
Anolis incredulus (туркінський смарагдовий аноліс) — вид ігуаноподібних ящірок родини анолісових (Dactyloidae). Ендемік Куби.

## Поширення і екологія
Туркінські смарагдові аноліси відомі за типовим зразком, зібраним на горі Туркіно в горах Сьєрра-Маестра на південному сході Куби, на висоті 1872 м над рівнем моря. Вони живуть в гірських хмарних лісах.